# Sudáfrica en la Copa Mundial de Fútbol Sub-17 de 2015
La Selección de Sudáfrica fue uno de los 24 equipos participantes de la Copa Mundial de Fútbol Sub-17 de 2015 que se realizó en Chile.
Luego de una historia participación de los Amajimbos en el Campeonato Africano Sub-17 de 2015, logró llegar hasta la final del sorteo, en semifinales sorprendió a Nigeria en las semifinales, y en la final cayó ante Malí por 1-2.

## Participación

### Grupo E
| Equipo          | Pts | PJ | PG | PE | PP | GF | GC | Dif |
| --------------- | --- | -- | -- | -- | -- | -- | -- | --- |
| Sudáfrica       | 0   | 0  | 0  | 0  | 0  | 0  | 0  | 0   |
| Costa Rica      | 0   | 0  | 0  | 0  | 0  | 0  | 0  | 0   |
| Corea del Norte | 0   | 0  | 0  | 0  | 0  | 0  | 0  | 0   |
| Rusia           | 0   | 0  | 0  | 0  | 0  | 0  | 0  | 0   |

| 19 de octubre de 2015, 17:00 | Sudáfrica | Partido 9 | Costa Rica | Estadio Ester Roa Rebolledo, Concepción |  |
|                              |           |           |            | Árbitro(s):                             |  |

| 22 de octubre de 2015, 17:00 | Sudáfrica | Partido 21 | Corea del Norte | Estadio Ester Roa Rebolledo, Concepción |  |
|                              |           |            |                 | Árbitro(s):                             |  |

| 25 de octubre de 2015, 19:00 | Rusia | Partido 35 | Sudáfrica | Estadio Ester Roa Rebolledo, Concepción |  |
|                              |       |            |           | Árbitro(s):                             |  |

- Datos: Q20022205